# Campionati europei di atletica leggera 1946
I III campionati europei di atletica leggera si sono tenuti a Oslo, in Norvegia, dal 22 al 25 agosto 1946 al Bislett Stadion. Per la prima volta i campionati europei di atletica leggera videro la partecipazione contemporanea, nella stessa sede, di atleti di sesso maschile e femminile.

## Nazioni partecipanti
Tra parentesi, il numero di atleti partecipanti per nazione.
- Belgio (11)
- Cecoslovacchia (29)
- Danimarca (23)
- Finlandia (20)
- Francia (31)
- Gran Bretagna (24)
- Grecia (5)
- Ungheria (11)
- Islanda (10)
- Irlanda (1)
- Italia (15)
- Jugoslavia (7)
- Liechtenstein (2)
- Lussemburgo (5)
- Norvegia (38)
- Paesi Bassi (17)
- Polonia (18)
- Svezia (54)
- Svizzera (14)
- Unione Sovietica (19)

## Risultati

### Uomini
| Specialità | Oro                                                                 | Prestazione | Argento                                                         | Prestazione | Bronzo                                                                    | Prestazione |
| Corse piane |                                                                     |             |                                                                 |             |                                                                           |             |
| 100 metri (dettagli) | John Archer Gran Bretagna                                           | 10"6        | Haakon Tranberg Norvegia                                        | 10"7        | Carlo Monti Italia                                                        | 10"8        |
| 200 metri (dettagli) | Nikolay Karakulov Unione Sovietica                                  | 21"6        | Haakon Tranberg Norvegia                                        | 21"7        | Jiří David Cecoslovacchia                                                 | 21"8        |
| 400 metri (dettagli) | Niels Holst-Sørensen Danimarca                                      | 47"9        | Jacques Lunis Francia                                           | 48"3        | Derek Pugh Gran Bretagna                                                  | 48"9        |
| 800 metri (dettagli) | Rune Gustafsson Svezia                                              | 1'51"0      | Niels Holst-Sørensen Danimarca                                  | 1'51"1      | Marcel Hansenne Francia                                                   | 1'51"2      |
| 1500 metri (dettagli) | Lennart Strand Svezia                                               | 3'48"0      | Henry Eriksson Svezia                                           | 3'48"8      | Erik Jørgensen Danimarca                                                  | 3'52"8      |
| 5000 metri (dettagli) | Sydney Wooderson Gran Bretagna                                      | 14'08"6     | Wim Slijkhuis Paesi Bassi                                       | 14'14"0     | Evert Nyberg Svezia                                                       | 14'23"2     |
| 10000 metri (dettagli) | Viljo Heino Finlandia                                               | 29'52"0     | Helge Perälä Finlandia                                          | 30'31"4     | András Csaplár Ungheria                                                   | 30'35"2     |
| Corse a ostacoli |                                                                     |             |                                                                 |             |                                                                           |             |
| 110 metri ostacoli (dettagli) | Håkan Lidman Svezia                                                 | 14"6        | Hippolyte Braekman Belgio                                       | 14"9        | Väinö Suvivuo Finlandia                                                   | 15"0        |
| 400 metri ostacoli (dettagli) | Bertel Storskrubb Finlandia                                         | 52"2        | Sixten Larsson Svezia                                           | 52"4        | Rune Larsson Svezia                                                       | 52"5        |
| 3000 metri siepi (dettagli) | Raphaël Pujazon Francia                                             | 9'01"4      | Erik Elmsäter Svezia                                            | 9'11"0      | Tore Sjöstrand Svezia                                                     | 9'14"0      |
| Prove su strada |                                                                     |             |                                                                 |             |                                                                           |             |
| Maratona (dettagli) | Mikko Hietanen Finlandia                                            | 2h24'55     | Väinö Muinonen Finlandia                                        | 2h26'08     | Yakov Puñko Unione Sovietica                                              | 2h26'21     |
| Marcia 10000 m (dettagli) | John Mikaelsson Svezia                                              | 46'05"2     | Fritz Schwab Svizzera                                           | 47'03"6     | Emile Maggi Francia                                                       | 48'10"4     |
| Marcia 50 km (dettagli) | John Ljunggren Svezia                                               | 4h38'20     | Harry Forbes Gran Bretagna                                      | 4h42'58     | Charles Megnin Gran Bretagna                                              | 4h57'04     |
| Salti |                                                                     |             |                                                                 |             |                                                                           |             |
| Salto in alto (dettagli) | Anton Bolinder Svezia                                               | 1,99 m      | Alan Paterson Gran Bretagna                                     | 1,96 m      | Nils Nicklén Finlandia                                                    | 1,93 m      |
| Salto con l'asta (dettagli) | Allan Lindberg Svezia                                               | 4,17 m      | Nikolay Ozolin Unione Sovietica                                 | 4,10 m      | Jan Bém Cecoslovacchia                                                    | 4,10 m      |
| Salto in lungo (dettagli) | Olle Laessker Svezia                                                | 7,42 m      | Lucien Graff Svizzera                                           | 7,40 m      | Miroslav Řihošek Cecoslovacchia                                           | 7,29 m      |
| Salto triplo (dettagli) | Valdemar Rautio Finlandia                                           | 15,17 m     | Bertil Johnsson Svezia                                          | 15,15 m     | Arne Åhman Svezia                                                         | 14,96 m     |
| Lanci |                                                                     |             |                                                                 |             |                                                                           |             |
| Getto del peso (dettagli) | Gunnar Huseby Islanda                                               | 15,56 m     | Dmitriy Goryainov Unione Sovietica                              | 15,25 m     | Yrjö Lehtilä Finlandia                                                    | 15,23 m     |
| Lancio del disco (dettagli) | Adolfo Consolini Italia                                             | 53,23 m     | Giuseppe Tosi Italia                                            | 50,39 m     | Veikko Nyquist Finlandia                                                  | 48,14 m     |
| Lancio del giavellotto (dettagli) | Lennart Atterwall Svezia                                            | 68,74 m     | Yrjö Nikkanen Finlandia                                         | 67,50 m     | Tapio Rautavaara Finlandia                                                | 66,40 m     |
| Lancio del martello (dettagli) | Bo Ericson Svezia                                                   | 56,44 m     | Eric Johansson-Umedalen Svezia                                  | 53,54 m     | Duncan Clark Gran Bretagna                                                | 51,32 m     |
| Prove multiple |                                                                     |             |                                                                 |             |                                                                           |             |
| Decathlon (dettagli) | Godtfred Holmvang Norvegia                                          | 6987 p.     | Sergei Kuznetsov Unione Sovietica                               | 6930 p.     | Göran Waxberg Svezia                                                      | 6504 p.     |
| Staffette |                                                                     |             |                                                                 |             |                                                                           |             |
| 4×100 metri (dettagli) | Svezia Stig Danielsson Inge Nilsson Olle Laessker Stig Håkansson    | 41"5        | Francia Agathon Lepève Julien Lebas Pierre Gonon René Valmy     | 42"0        | Cecoslovacchia Mirko Paráček Leopold Láznička Miroslav Řihošek Jiří David | 42"2        |
| 4×400 metri (dettagli) | Francia Bernard Santona Yves Cros Robert Chef d’Hotel Jacques Lunis | 3'14"4      | Gran Bretagna Ronald Ede Derek Pugh Bernard Elliot Bill Roberts | 3'14"5      | Svezia Folke Alnevik Stig Lindgård Sven-Erik Nolinge Tore Sten            | 3'15"0      |
| record mondiale; record mondiale stagionale; record europeo; record europeo stagionale; record dei campionati; record nazionale; record personale; record personale stagionale. |                                                                     |             |                                                                 |             |                                                                           |             |

### Donne
| Specialità | Oro                                                                                          | Prestazione | Argento                                                                | Prestazione | Bronzo                                                                                 | Prestazione |
| Corse piane |                                                                                              |             |                                                                        |             |                                                                                        |             |
| 100 metri (dettagli) | Evgenija Sečenova Unione Sovietica                                                           | 11"9        | Winifred Jordan Gran Bretagna                                          | 12"1        | Claire Bresolles Francia                                                               | 12"2        |
| 200 metri (dettagli) | Evgenija Sečenova Unione Sovietica                                                           | 25"4        | Winifred Jordan Gran Bretagna                                          | 25"6        | Léa Caurla Francia                                                                     | 25"6        |
| Corse a ostacoli |                                                                                              |             |                                                                        |             |                                                                                        |             |
| 80 metri ostacoli (dettagli) | Fanny Blankers-Koen Paesi Bassi                                                              | 11"8        | Yelena Gokieli Unione Sovietica                                        | 11"9        | Valentina Fokina Unione Sovietica                                                      | 11"9        |
| Salti |                                                                                              |             |                                                                        |             |                                                                                        |             |
| Salto in alto (dettagli) | Anne-Marie Colchen Francia                                                                   | 1,60 m      | Aleksandra Čudina Unione Sovietica                                     | 1,57 m      | Anne Iversen Danimarca                                                                 | 1,57 m      |
| Salto in lungo (dettagli) | Gerda van der Kade-Koudijs Paesi Bassi                                                       | 5,67 m      | Lidiya Gaile Unione Sovietica                                          | 5,66 m      | Valentina Vasilyeva Unione Sovietica                                                   | 5,63 m      |
| Lanci |                                                                                              |             |                                                                        |             |                                                                                        |             |
| Getto del peso (dettagli) | Tatyana Sevryokova Unione Sovietica                                                          | 14,16 m     | Micheline Ostermeyer Francia                                           | 12,84 m     | Amelia Piccinini Italia                                                                | 12,22 m     |
| Lancio del disco (dettagli) | Nina Dumbadze Unione Sovietica                                                               | 44,21 m     | Ann Niesink Paesi Bassi                                                | 40,46 m     | Jadwiga Wajs Polonia                                                                   | 39,37 m     |
| Lancio del giavellotto (dettagli) | Klavdiya Mayuchaya Unione Sovietica                                                          | 46,25 m     | Lyudmila Anokhina Unione Sovietica                                     | 45,84 m     | Johanna Koning Paesi Bassi                                                             | 43,24 m     |
| Staffette |                                                                                              |             |                                                                        |             |                                                                                        |             |
| 4×100 metri (dettagli) | Paesi Bassi Gerda van der Kade-Koudijs Netty Witziers-Timmer Marta Adema Fanny Blankers-Koen | 47"8        | Francia Léa Caurla Anne-Marie Colchen Claire Bresolles Monique Drichon | 48"5        | Unione Sovietica Evgenija Sečenova Valentina Fokina Yelena Gokieli Valentina Vasilyeva | 48"7        |
| record mondiale; record mondiale stagionale; record europeo; record europeo stagionale; record dei campionati; record nazionale; record personale; record personale stagionale. |                                                                                              |             |                                                                        |             |                                                                                        |             |

## Medagliere
Legenda
     Paese ospitante
| Posizione | Paese            | Oro | Argento | Bronzo | Totale |
| --------- | ---------------- | --- | ------- | ------ | ------ |
| 1         | Svezia           | 11  | 5       | 6      | 22     |
| 2         | Unione Sovietica | 6   | 7       | 4      | 17     |
| 3         | Finlandia        | 4   | 3       | 5      | 12     |
| 4         | Francia          | 3   | 4       | 4      | 11     |
| 5         | Paesi Bassi      | 3   | 2       | 1      | 6      |
| 6         | Regno Unito      | 2   | 5       | 3      | 10     |
| 7         | Norvegia         | 1   | 2       | 0      | 3      |
| 8         | Danimarca        | 1   | 1       | 2      | 4      |
| 8         | Italia           | 1   | 1       | 2      | 4      |
| 10        | Islanda          | 1   | 0       | 0      | 1      |
| 11        | Svizzera         | 0   | 2       | 0      | 2      |
| 12        | Belgio           | 0   | 1       | 0      | 1      |
| 13        | Cecoslovacchia   | 0   | 0       | 4      | 4      |
| 14        | Polonia          | 0   | 0       | 1      | 1      |
| 14        | Ungheria         | 0   | 0       | 1      | 1      |
| Totale    | Totale           | 33  | 33      | 33     | 99     |